# Ramakrishna
Sri Ramakrishna Paramahamsa (Bangla: রামকৃষ্ণ পরমহংস Ramkrishno Pôromôhongsho, 18 tháng 2 năm 1836–16 tháng 8 năm 1886), tên khai sinh Gadadhar Chattopadhyay (Bangla: গদাধর চট্টোপাধ্যায় Gôdadhor Chôţţopaddhae), là một tu sĩ Ấn Độ giáo và là một người có nhiều ảnh hưởng trong phong trào Phục hưng Bengal của thế kỉ 19. Những lời dạy của ông nhấn mạnh đến sự nhận ra Thượng đế như là mục đích cao nhất của cuộc đời, tình yêu và lòng phụng sự cho Thượng đế, sự thống nhất của tồn tại, và sự hài hòa giữa các tôn giáo.

## Tiểu sử
Theo lịch sử, ở Ấn Độ, người ta thường chú trọng đến lời dạy của các vị thánh chứ ít chú ý đến ngày tháng và các chi tiết khác. Trong trường hợp của Ramakrishna, tuy nhiên, có tồn tại những cuốn sách viết về chi tiết của cuộc đời ông. Điều này là do nhiều đồ đệ của ông là những người có trình độ học vấn cao và muốn đưa ra những sự kiện có thể kiểm chứng lại được từ nhiều nguồn khác nhau. Người thu thập và ghi lại những sự kiện đó là Swami Saradananda, một đồ đệ của Ramakrishna. Ông đã viết một tiểu sử xung quanh các truyền thuyết và các câu chuyện xung quanh Ramakrishna.
Cuốn sách nổi tiếng nhất ghi lại những lời dạy của Ramakrishna là cuốn viết bằng tiếng Bengali tựa đề Kathamrita viết bởi Mahendranath Gupta (Sri M.). Swami Nikhilananda đã dịch sang tiếng Anh với tựa đề The Gospel of Sri Ramakrishna.

### Tuổi thơ
Gadadhar được sinh ra trong một ngôi làng mang tên Kamarpukur, bây giờ là quận Hooghly ở miền Tây Bengal. Cha mẹ của Gadadhar, Khudiram và Chandramani, rất nghèo và khó khăn.
Một lần Khshudhiram đến Gaya để cúng tổ tiên tại bờ sông Falgu. Vì nghèo không có tiền trú vào quán trọ, Khshudhiram không còn cách nào khác mà ngủ đêm trong sân đền thờ Thần Gadadhar (Thần Vishnu được biết đến với tên này ở Gaya). Vào cuối ngày Khshudhiram chìm vào giấc ngủ khi ông ngồi xuống một góc sân với tâm trạng mãn nguyện sau khi cúng tổ tiên xong. Đột nhiên trong giấc mơ ông thấy hiện lên Thần Gadadhar đứng trước ông và hỏi "Ô Khshudhiram, đã tới thời điểm mà ta muốn đầu thai, ông có phiền không nếu như ta đến như là con trai của ông?" Khshudhiram trả lời " Một Brahmin (Bà la môn) nghèo như tôi, làm sao tôi dám nhận trách nhiệm phụng sự vị Thần của Vũ trụ?" Vi thần kiên trì "Ta sẽ vui lòng với những gì mà ông sẽ đối xử với ta. Ta đi vào tử cung của vợ ông ngay bây giờ đây, hãy đi về nhà, chăm sóc cô ta tử tế và chuẩn bị cho sự ra đời của ta trong gia đình ông". Sau sự kiện đó con trai đầu lòng của Khshudhiram ra đời và được đặt tên là Gadadhar.

### Liên kết đến các tổ chức Ramakrishna
- Official website of the Headquarters of Ramakrishna Math and Ramakrishna Mission Lưu trữ ngày 7 tháng 1 năm 2007 tại Wayback Machine
- Sri Ramakrishna: The Life and Teachings Lưu trữ ngày 28 tháng 3 năm 2013 tại Wayback Machine
- Direct Disciples of Sri Ramakrishna Lưu trữ ngày 27 tháng 7 năm 2008 tại Wayback Machine
- www.sfvedanta.org Main page of the Vedanta Society of Northern California.
- www.vedanta.org Main page of the Vedanta Society of Southern California.
- Main page of Ramakrishna Math, Chennai Lưu trữ ngày 10 tháng 3 năm 2007 tại Wayback Machine
- Institute of Culture Ramakrishna Mission institute of Culture, Calcutta
- Ramakrishna-Vivekanandha Center of Newyork
- Ramakrishna Math, Pune, Maharashtra, India
- Main Page of New York Vedanta Society Lưu trữ ngày 22 tháng 9 năm 2007 tại Wayback Machine
- Sri Ramakrishna Devotees Lưu trữ ngày 26 tháng 5 năm 2007 tại Wayback Machine - a worldwide devotee group
- Temple of Divine Mother- Sri Ramakrishna devotees.
- Ramakrishna Mission, New Delhi Lưu trữ ngày 14 tháng 3 năm 2007 tại Wayback Machine
- Arati songs on Sri Ramakrishna sung by Swami Sarvagananda Lưu trữ ngày 28 tháng 9 năm 2007 tại Wayback Machine
- Google group on Sri Ramakrishna, Holy Mother,  and Swami Vivekananda[liên kết hỏng]

Bản mẫu:BengalRen
Bản mẫu:Hindu reform movements